# Smižany
Smižany (allemand : Schmögen) est un village de Slovaquie situé dans la région de Košice.

## Histoire
Première mention écrite du village en 1246.

## Démographie

### Évolution de la population
| Année:               | 1994. | 2004.    | 2014.   | 2024.   |
| -------------------- | ----- | -------- | ------- | ------- |
| Nombre de personnes: | 6592  | 8269     | 8623    | 8825    |
| Différence:          |       | +25,43 % | +4,28 % | +2,34 % |

| Année:               | 2023. | 2024.   |
| -------------------- | ----- | ------- |
| Nombre de personnes: | 8828  | 8825    |
| Différence:          |       | -0,03 % |